# 김명선 (다이빙 선수)
김명선(1976년 3월 9일~)은 조선민주주의인민공화국의 다이빙 선수로, 1992년 하계 올림픽에  참가했다.